# S4 (Neurenberg)
De S4 is een S-Bahnlijn in de Duitse stad Neurenberg. Het is een van de 4 lijnen van het Neurenbergse S-Bahnnet. De lijn is geopend in 2010 en telt 12 stations. Het traject is 43,7 kilometer lang en loopt van het station Nürnberg Hbf tot het station Ansbach.

## S-Bahnstations
| S4                |                                              |
|                   |                                              |
| Stations          | Transfers                                    |
| Hauptbahnhof      | U1 , U11 , U2 , U21 , U3 , S1 , S2 , S3 , DB |
| Schweinau         | U2 , U21                                     |
| Südwestpark       | in bouw                                      |
| Unterasbach       |                                              |
| Oberasbach        |                                              |
| Anwanden          |                                              |
| Roßtal            |                                              |
| Roßtal-Wegbrücke  |                                              |
| Raitersaich       |                                              |
| Heilsbronn        |                                              |
| Petersaurach Nord | in bouw                                      |
| Wicklesgreuth     | DB                                           |
| Sachsen           |                                              |
| Ansbach           | DB                                           |